# Horst-Dieter Strich
Horst-Dieter Strich (ur. 8 kwietnia 1941 w Berlinie) – niemiecki piłkarz, a także trener.

## Kariera piłkarska
Strich treningi rozpoczął jako junior w Wormatii Worms. W 1960 roku został włączony do jej pierwszej drużyny, grającej w Oberlidze (grupa Südwest), stanowiącej wówczas najwyższy poziom rozgrywek. Występował tam przez dwa sezony, a następnie w sezonie 1962/1963 grał w innym zespole Oberligi – 1. FSV Mainz 05.
W 1963 roku został zawodnikiem klubu 1. FC Kaiserslautern, który wszedł w skład nowo utworzonej Bundesligi. Zadebiutował w niej 14 września 1963 w wygranym 3:0 meczu z Werderem Brema. Po dwóch sezonach spędzonych w Kaiserslautern, Strich odszedł do holenderskiego PSV Eindhoven i jego barwy reprezentował przez sezon 1965/1966.
W 1966 roku wrócił do Niemiec, gdzie występował 1. FC Nürnberg (Bundesliga), Bayernie Hof (Regionalliga) oraz Wormatii Worms (Regionalliga) oraz w amatorskim SV Seeheim, gdzie w 1973 roku zakończył karierę.
W Bundeslidze Strich rozegrał 44 spotkania.

## Kariera trenerska
Karierę szkoleniową Strich rozpoczął w 1981 roku jako trener Wormatii Worms, grającej w 2. Bundeslidze. Poprowadził ją w 17 meczach ligowych, a po zakończeniu sezonu 1980/1981 odszedł z klubu. Następnie trenował zespoły Oberligi – VfR Bürstadt, 1. FSV Mainz 05 oraz ponownie Wormatię Worms. W późniejszych latach prowadził też zespoły niższych klas rozgrywkowych: Eintracht Trewir, TSG Pfeddersheim oraz VfR Bürstadt.